# Тойота Център
„Тойота Център“ е спортна арена в град Хюстън, щата Тексас, САЩ.
Японската автомобилна корпорация „Тойота“ е спонсор на съоръжението, което е дом на Хюстън Рокетс от НБА.